# Герб Гомельской области
Герб Гомельской области (бел. Герб Гомельскай вобласці) — официальный геральдический символ Гомельской области Беларуси. Утверждён 20 октября 2005 указом Президента РБ №490 «Об учреждении официальных геральдических символов Гомельской области и её административно-территориальных единиц».

## Описание
Официальное описание герба:
Герб Гомельской области представляет собой изображение на зелёном поле французского щита серебряного креста, на центральную часть которого наложен малый французский щит голубого цвета с изображением лежащей золотой рыси. В верхней части креста размещён серебряный лучник, в правой — чёрный рог, в левой — чёрный орел, в нижней — розовая хоругвь с всадником. Щит венчает большая городская корона золотого цвета. Щит обрамлён двумя золотыми дубовыми ветвями, увитыми и соединёнными красной орденской лентой.

## Обоснование символики
Уширенный серебряный крест делит поле щита на девять полей, которые символизируют разнообразие региональных географических и историко-культурных особенностей края. В центре композиции — изображение герба Гомеля. Четыре поля по сторонам от него несут главные элементы гербов, наиболее древних и важных для истории городов области: Турова (верхнее поле), Рогачёва (левое поле), Мозыря (правое поле), Речицы (нижнее поле). Серебряный крест напоминает о древнем гербе Гомеля.
Орденская лента символизирует награждение Гомельской области в 1967 году орденом Ленина.
Таким образом, определённый символический смысл заложен в размещении геральдических фигур как в пределах щита, так и вокруг него. Сочетание лучника и всадника, рога и орла может быть трактовано следующим образом: всегда находясь на страже, жители Гомельщины по сигналу тревоги дружно поднимались навстречу врагу, самоотверженно защищая родную землю. Дубовый венок, обрамляющий щит, придает гербу торжественное звучание и символизирует пожелание краю вечного процветания и благоденствия.
Автор герба М.М. Елинская, художник В. А. Ляхор.

## История
24 октября 2003 года проект герба и флага Гомельской области был рассмотрен на заседании специальной областной комиссии по разработке герба и флага. Проект герба представлял собой щит, «разделённый на девять частей лилового и золотого цветов, обрамлённый дубовыми листьями». Современный вариант герба принят в 2005 году.

## Критика
В европейской геральдике башенные короны, как правило, используются только на гербах городов, и не используются на гербах регионов (областей).

## См.также
- Флаг Гомельской области